# Trochosa annulipes
Trochosa annulipes este o specie de păianjeni din genul Trochosa, familia Lycosidae, descrisă de L. Koch, 1875. Conform Catalogue of Life specia Trochosa annulipes nu are subspecii cunoscute.